# Felix Brocke
Felix Brocke (* 2. Mai 1988 in Engelskirchen) ist ein deutscher Schauspieler.

## Biografie
Nach dem Abitur am Aggertalgymnasium Engelskirchen nahm Brocke Schauspielunterricht bei Coaches wie Nick Dong Sik, Bijan Benjamin und am Giles Foreman Centre for Acting in London. Von 2009 bis 2012 absolvierte er ein Bachelorstudium in Multilingual Communication(Spanisch/Englisch) an der Fachhochschule Köln. Gegenwärtig studiert er im Masterstudiengang Fachtextübersetzen.
Brocke betätigt sich neben seinem Studium als Theater- und Filmschauspieler und hat in diversen Kurzfilmen und TV-Produktionen mitgewirkt. Die größte Aufmerksamkeit erhielt er bisher durch den Film Romeos, der auf der Berlinale 2011 in der Sektion Panorama Premiere feierte.

## Filmografie

### Filme
- 2011: Romeos (Regie: Sabine Bernardi)

### Fernsehserien und Kurzfilme
- 2008: Klassentreffen (Kurzfilm, Regie: Nick-Dong Silk)
- 2008: Open Eyes (Kurzfilm, Regie: Tamara Retz)
- 2009: Wie im Märchen (Kurzfilm, Regie: Lucas Golombek)
- 2009: Zu spät (Kurzfilm, Regie: Rebekka Waitz)
- 2010: Küss mich Koch (Regie: Christian Theede)
- 2011: Danni Lowinski (Sat.1 – Fernsehserie, eine Folge)
- 2012: Kochkurs (Kurzfilm, Regie: Ilja Minke)
- 2013: Lindenstraße (ARD – Fernsehserie, Episodenrolle)

### Theaterstücke
- 2004 – „Drei Monate drüber“ (Theater Gummersbach)
- 2006 – „Die Physiker“ (Theater Gummersbach)
- 2007 – „Ein Sommernachtstraum“ (Theater Gummersbach)